# Victor Gounon
Victor Gounon est un homme politique français né le 22 février 1801 à Eauze (Gers) et mort le 13 juin 1860 à Eauze.

## Biographie
Négociant en eaux-de-vie et propriétaire terrien, il est un opposant à la Monarchie de Juillet. Maire d'Eauze de 1848 à 1852, il est député du Gers de 1848 à 1849, siégeant avec les républicains modérés.